# رشيد برودبل
رشيد برودبل (من مواليد 13 أغسطس 2000) هو عداء حواجز جامايكي متخصص في سباق 110 متر حواجز، والذي فاز به في دورة ألعاب الكومنولث 2022. كما فاز بالميدالية البرونزية في نفس السباق في دورة الألعاب الأولمبية الصيفية 2024. خلف العداء الأميركي غرانت هولواي حائز الميدالية الذهبية سباق 110 متر "حواجز" ضمن منافسات ألعاب القوى للرجال وخلف حائز الميدالية الفضية الأميركي دانيال روبرتس بزمن قدره 09ر13 ثانية بفارق 3 أجزاء من الثانية عن الجامايكي رشيد برودبل.